# Neoclytus lebasii
Neoclytus lebasii är en skalbaggsart som beskrevs av Louis Alexandre Auguste Chevrolat 1861. Neoclytus lebasii ingår i släktet Neoclytus och familjen långhorningar.
Artens utbredningsområde är:
- Costa Rica.
- Nicaragua.
- Panama.
- Venezuela.

Inga underarter finns listade i Catalogue of Life.